# Ronde
Ronde je  privatni otok na Grenadi, u nizu Malih Antila u Karipskom moru. Prostire se na 8.1 km2.
Otok je u listopadu 2007. uvršten na prodaju za 100.000.000 $, što ga je u to vrijeme činilo najskupljim otočnim posjedom na popisu na svijetu.
Povijesno gledano, otok je bio naseljen, od čega je još uvijek ostala mala zajednica - što ga čini trećim naseljenim otokom u Grenadinima (nakon Carriacoua i Petite Martiniquea).
Otok Ronde također sadrži dva mala jezera i okružen je mnogim drugim otocima uključujući Diamond Island, Caille i Les Tantes. Otok također pruža stanište vrstama poput crvenonoge kornjače (Chelonoidis carbonarius) i grenadske boe (Corallus grenadensis).